# Daffo (Sprache)
Das Daffo ist eine von ungefähr 10.000 Menschen um den Ort Daffo (Selbstbezeichnung ɗáfó) ca. 80 km südlich der Stadt Jos in Zentralnigeria gesprochene Sprache. Sie gehört zur Gruppe der Ron-Sprachen, einer Untergruppe der westtschadischen Sprachen und damit letztlich der Tschadischen Sprachen. Dominierende größere Sprachen in der Region sind das Hausa und in zweiter Linie das Ngas, beides ebenfalls westtschadische Sprachen. Das Daffo wird tendenziell vom Hausa verdrängt und muss als bedrohte Sprache gelten.

## Lautsystem

### Konsonanten
|                      | Labiale | Dentale | Palatale | Velare |
| -------------------- | ------- | ------- | -------- | ------ |
| stimmlose Plosive    | p       | t       | č        | k      |
| stimmhafte Plosive   | b       | d       | j        | g      |
| Implosive            | ɓ       | ɗ       |          |        |
| stimmlose Frikative  | f       | s       | š        |        |
| stimmhafte Frikative | v       | z       |          |        |
| Nasale               | m       | n       | ɲ        | ŋ      |

Dazu kommen die Liquide r und l, die Glides y und w, die Glottale ʔ und h, sowie marginal in wenigen Wörtern auch Labiovelare kp und gb.
Sehr gängig sind Verbindungen eines Nasals und eines weiteren stimmhaften Konsonanten (mb, nd, ɲj, ŋg, nv, nz, mgb), die man als eigenständige Phoneme auffassen könnte (sogenannte pränasalierte Konsonanten, die in der Region generell häufig sind).
Nur eingeschränkt können Konsonantenverbindungen am Wortanfang auftreten. Dies sind erstens die erwähnten Verbindungen mit einem Nasal als Erstbestandteil (Beispiel mgbáŋ „groß“) und zweitens Verbindungen mit Halbvokalen (Beispiel lwyāš „Vogel“).

### Vokale
Das Daffo besitzt nur fünf Vokale: i, e, a, o, u.

### Töne
Das Daffo ist eine Tonsprache mit drei Ebenen: hoch (á), mittel (ā) und tief (à). Vor allem auf der wortletzten Silbe kommen zusätzlich Bewegungstöne vor, die hier so notiert werden, dass ein Akzent auf dem Vokal selbst und ein zweiter Akzent nach dem Vokal geschrieben wird: hoch-tief-fallend (á`), hoch-mittel-fallend (á¯), mittel-tief-fallend (ā`), tief-hoch-steigend (à´), tief-mittel-steigend (à¯), mittel-hoch-steigend (ā´). Die Bewegungstöne sind teilweise aus Verschmelzungen zweier ursprünglich getrennter Vokale entstanden, doch lässt sich das nicht in allen Fällen nachweisen.
Innerhalb eines Wortes kann normalerweise nicht eine Silbe Mittelton und die nächste Tiefton haben; gut belegt ist hingegen die Abfolge Mittelton - Mittel-tief-fallend.

## Substantiv

### Genus
Das Daffo besitzt ein grammatisches Geschlecht mit den beiden Geschlechtern Maskulinum und Femininum. Das Geschlecht ist nicht am Substantiv selbst erkennbar, zeigt sich aber an Kongruenzphänomenen. Ähnlich wie im Deutschen ist das Geschlecht bei Personenbezeichnungen mit dem natürlichen Geschlecht identisch, bei Sachbezeichnungen dagegen ziemlich willkürlich festgelegt.

### Plural
Substantive bilden einen Plural. Dessen Formen sind recht unregelmäßig. Grundsätzlich finden zahlreiche bisher nicht näher erklärbare Tonveränderungen statt:
Endung -aš oder -ay:
- hóʔ „Ei“ - hōʔáš „Eier“
- ɲjórèt „Stern“ - ɲjòrètáš „Sterne“
- tàmō „Schaf“ - tàmwàš „Schafe“
- tìdàm „Elefant“ - tìdàmāš „Elefanten“
- wúr „Haus“ - wūráy „Häuser“

Infix -a-:
- gōŋ „Feld“ - gwāáŋ „Felder“
- méèr „Baum“ - mìyār „Bäume“
- nís „Bruder“ - nyáàs „Brüder“
- sākúr „Fuß“ - sākwá`r „Füße“

sonstiges:
- čàá`n „Huhn“ - čànàn „Hühner“
- čìrā „Hund“ - čìrè „Hunde“
- rá „Hand“ - rē „Hände“
- ŋgú`r „Zahn“ - ŋgūr „Zähne“

ganz unregelmäßig:
- má`r „Kind“ - fè „Kinder“
- nāfú „Frau“ - rēf „Frauen“

## Bestimmter Artikel
Das Daffo besitzt einen suffigierten bestimmten Artikel, dessen Gebrauch allerdings von dem des Deutschen etwas abweicht, was noch näher untersucht werden müsste. Er lautet -(h)i und passt sich tonal der vorangehenden Silbe an: nach Hochton steht -(h)í, nach Mittel- oder Tiefton steht -(h)ī. Wenn die vorangehende Silbe einen Bewegungston enthält, wird dieser vereinfacht. Beispiele:
- nāáf „Mann“ - nāáf-í „der Mann“
- nāfú „Frau“ - nāfú-hí „die Frau“
- číf „Geld“ - číf-í „das Geld“
- má`r „Kind“ - már-í „das Kind“
- čàá`n „Huhn“ - čàán-í „das Huhn“
- kúkùm „Löwe“ - kúkùm-ī „der Löwe“
- fūn „Leiche“ - fūn-ī „die Leiche“

Der Artikel steht nicht am Ende des Substantivs, sondern am Ende der ganzen Nominalphrase:
- rēf m̀mīs-ī „ihre Frauen / die Frauen von ihnen“
- dá sī már-í „der Vater und (der) Sohn“

## Attribute
Adjektivische und genitivische Attribute stehen hinter ihrem Bezugswort. Dazwischen muss ein Konnektorelement erscheinen, das mit dem Bezugswort kongruiert. Dieses lautet tī bei femininem Bezugswort und mà bei maskulinem oder pluralischem Bezugswort.
Die Genitivkonstruktion besteht darin, dass einfach zwei Substantive auf diese Weise verbunden werden; ein spezieller Genitivkasus existiert nicht:
- góŋ tī Áūdù „das Feld des Audu“ (góŋ „Feld“ ist Femininum; Audu ist ein in Nigeria häufiger Männername, aus arabisch Abdu)
- gwāáŋ mà nāf „die Felder der Leute“
- čìrā mà má`r „der Hund des Jungen“
- vís mà má`r sàní „der Vater dieses Jungen“
- ndú tī hām „die Flasche von Wasser = Wasserflasche“

Adjektive sind im Daffo nicht zahlreich. Sie werden wie Genitive behandelt und mit denselben Konnektoren angebunden. Beispiele für ihre Konstruktion:
- māɗāfál mà sàré` „ein guter Mensch“
- púrí mà mgbáŋ „ein großes Pferd“

## Demonstrativa
Demonstrativa stehen hinter ihrem Bezugswort. In diesem Fall erscheint kein Konnektor.
Die Entsprechung zu unserem „dieser, diese, dieses“ lautet:
- sàní (mask.)
- tūní (fem.)
- kyāní (pl.)

Beispiele:
- čìrā sàní „dieser Hund“
- čìrè kyāní „diese Hunde“
- hām kyāní „dieses Wasser“ (hām „Wasser“ wird als Plural behandelt)
- wúúr tūní „dieses Haus“ (wúúr „Haus“ ist Femininum)

## Personalpronomen und Verwandtes

### Formen
|                       | selbständig | Subjektspronomen vor Verb | Subjektspronomen vor Adverb | Akkusativ- suffix | Dativ- suffix | Possessiv- suffix |
| --------------------- | ----------- | ------------------------- | --------------------------- | ----------------- | ------------- | ----------------- |
| 1.sg. „ich“           | yín         | í                         | yáá                         | -sen              | -en           | -in               |
| 2.sg.mask. „du“       | há          | á                         | áá                          | -ha               | -a            | -a                |
| 2.sg.fem. „du“        | šíš         | ší                        | šáá                         | -šeš              | -eš           | -iš               |
| 3.sg.mask. „er“       | yís         | à                         | má                          | -sis              | -is           | -is               |
| 3.sg.fem. „sie“       | yít         | tí                        | mú                          | -set              | -et           | -it               |
| 1.pl. „ich+du“        | čín         | čí                        | čyáá                        | -čin              | -čin          | -čin              |
| 1.pl. „ich+du+andere“ | čán         | čá                        | čáá                         | -čan              | -čan          | -čan              |
| 1.pl. „ich+andere“    | nín         | ní                        | náá                         | -nin              | -nin          | -nin              |
| 2.pl. „ihr“           | hún         | hú                        | hwáá                        | -hun              | -u            | -u                |
| 3.pl. „sie“           | sín         | sí                        | mí                          | -sis              | -is           | -is               |

Weit verbreitet auch in anderen tschadischen (und afroasiatischen) Sprachen ist eine Genusunterscheidung in der 2. Pers. sg. und nicht nur, wie im Deutschen, in der 3. Pers. sg. Etwas exotischer ist die Existenz dreier verschiedener Formen, die unserem „wir“ entsprechen.
Die Dativ- und die Possessivsuffixe sind einander sehr ähnlich.
Der Ton der Suffixe wird in den Abschnitten über die jeweiligen Konstruktionen erklärt.

### Gebrauch der Possessivsuffixe
Die Possessivsuffixe entsprechen in der Funktion unseren Possessivpronomina. Nur eingeschränkt können die Possessivsuffixe direkt an ein Substantiv gehängt werden, nämlich im Wesentlichen nur bei einigen Verwandtschaftsbezeichnungen und auch da nur die kurzen, mit Vokal anlautenden Suffixe:
- nís-ín „mein Bruder“
- māt-ís „seine Mutter“

Im allgemeinen Fall tritt ein Stützelement hinzu, nämlich ǹz(ī)- bei femininem Bezugswort und m̀m(ī)- bei maskulinem oder pluralischem Bezugswort. Die Suffixe selbst sind dann mitteltonig:
- čìrā m̀mīn „mein Hund“
- čìrè m̀mīn „meine Hunde“
- číf m̀mīs „sein Geld“
- nyáàs m̀mīnīn „unsere Brüder“
- nāfú ǹzīs „seine Frau“
- čā ǹzū „euer Essen“

## Verb
Ein Verbalausdruck besteht im Daffo grundsätzlich aus der Verbindung eines Subjektspronomens mit einem Verbalstamm. Das Subjektspräfix muss auch dann stehen, wenn dem Verb ein explizites Subjekt vorangeht. Der Verbalstamm selbst kennt darüber hinaus keine Personalflexion.
Viele Verben beinhalten ein Suffix -ay. Manche Stämme kommen sowohl mit als auch ohne dieses Suffix vor, z. B. fīs „springen“ vs. fīsā`y „etwas überspringen“.
Während generell die Tonabfolgen in Wörtern des Daffo sehr vielfältig sein können, sind die Töne von Verbformen viel stärker festgelegt. Nahezu jedes Verb lässt sich in eine von zwei Tonklassen einordnen. Damit überkreuzend lassen sich Verben klassifizieren als Einsilbler, Zweisilbler und Stämme auf -ay (meist zweisilbig, aber anders flektiert als normale Zweisilbler). Dadurch ergeben sich sechs Klassen. Wenn die Klassenzugehörigkeit eines Verbs gegeben ist, lassen sich der Tonverlauf und die Silbenstrukturen der Verbformen weitgehend vorhersagen.

### Aorist
Der Aorist kann als einfachste Form des Verbs angesehen werden. Er kann eine Handlung in Gegenwart oder Vergangenheit ausdrücken. Man bildet ihn durch die Verbindung eines (normalen) Subjektspronomens mit dem Aoriststamm. Der Aoriststamm hat bei Verben der Tonklasse 1 einen Tonverlauf hoch-tief (bei Einsilblern oder Stämmen auf -ay) oder mittel-tief (bei Zweisilblern), bei Verben der Tonklasse 2 durchgehenden Mittelton (meist) oder einen Tonverlauf mittel-tief (bei Stämmen auf -ay).
- á čū „du (mask.) isst/aßest“
- à čū „er isst/aß“
- í hālā`y „ich hör(t)e“

Der Aorist dient auch als Imperativ:
- á čū „iss! (mask.)“
- ší yēs „komm! (fem.)“
- hú yú` „geht! (pl.)“

### Perfekt
Das Perfekt drückt einen erreichten Zustand aus. Es besteht aus dem Subjektspronomen, welches hier in der 3. Pers. sg. mask. die spezielle Form ūwú (anstelle von à) annimmt, verbunden mit dem Perfektstamm des Verbs. Der Perfektstamm hat prinzipiell eine Endung -an, die bei Verben der Tonklasse 1 mitteltonig, bei Verben der Tonklasse 2 hochtonig ist. Stämme auf -ay verhalten sich anders und bilden den Perfektstamm nur durch Tonwechsel. Möglicherweise ist davon auszugehen, dass das -ay ursprünglich auf die Perfektendung -an folgte und deren Konsonant -n- dabei ausgefallen ist: šītā`y „sehen“, Perfekt šītá`y möglicherweise aus *šīt+án+ày.
- ūwú šītá`y „er hat gesehen“
- tí fwā´n „sie ist gegangen“
- í čwā´n „ich habe gegessen“
- á màtā`y „du hast geantwortet“

### Habitativ
Der Habitativ steht für gewohnheitsmäßige oder wiederholte Handlungen. Er besteht aus dem normalen Subjektspronomen und dem Habitativstamm. Dieser zeigt gegenüber dem Aoriststamm einen Einschub von -aa- vor dem letzten Konsonanten (wobei ein Suffix -ay nicht mitgezählt wird). Er hat im Prinzip denselben Tonverlauf wie der Aoriststamm, jedoch ist der Tonverlauf bei Verben der Tonklasse 2 mittel-hoch-steigend statt nur mittel.
- à hyāák „er tötet (gewöhnlich)“
- sí jyáày „sie kochen (gewöhnlich)“
- í šyāátày „ich sehe (gewöhnlich)“

### Progressiv
Der Progressiv entspricht etwa dem Present Progressive oder Past Progressive des Englischen. Er besteht aus der Kombination
- Subjektspronomen der vor Adverb gebrauchten Reihe + (Präposition á „in, an“) + Verbalnomen

Ursprünglich liegt eine Konstruktion vor, die etwa dem Deutschen „er ist am gehen“ vergleichbar ist. Die Präposition á geht allerdings in der Umgebung auf und ist meist nicht mehr zu erkennen; nur bei eingefügtem Dativobjekt (dazu siehe unten) tritt sie wieder in Erscheinung.
Das Verbalnomen ist die einzige Verbalform des Daffo mit einer nicht immer vorhersehbaren Form. Der Stamm hat Mittelton in Tonklasse 1 und meist Hochton in Tonklasse 2. Transitive Verben fügen ein Suffix -i an, welches allerdings entfällt, sobald ein (nominales oder pronominales) Objekt folgt. Intransitive Verben haben meist ein Präfix mā. Dieses verliert allerdings in der Konstruktion des Progressivs sein anlautendes m-, wobei die aufeinandertreffenden Vokale zu einem Vokal (oft mit Bewegungston) verschmelzen.
- yáá hāláyī „ich höre (gerade)“
- mwá¯yēs „sie kommt (gerade)“, aus mú + māyēs
- yáānīī „ich sage (gerade)“, aus yáá + mānīī
- yááʔāsáyī ~ yáāsáyī „ich tue (gerade)“, aus yáá + māsáyī

### Futur
Eine Möglichkeit, futurische Aussagen zu bilden, besteht aus der Verbindung Progressiv des Verbs „gehen“ + Präposition á „in, zu“ + Verbalnomen. Dies ist vergleichbar mit der englischen Konstruktion „to be going to do sth.“
- mú wān á čwā`y „sie wird essen“
- yáá wān á čwā`y „ich werde essen“

Es sind auch Varianten dokumentiert, die man wohl als Verschleifungen daraus verstehen kann, wie:
- í wāá čwā`y „ich werde essen“

### Subjunktiv
In bestimmten Typen von Wunsch- und Nebensätzen, besonders nach der Konjunktion ɓá „dass“, wird der Subjunktiv verwendet. Man bildet ihn aus dem Subjektspronomen, das im Gegensatz zur Normalform tieftonig ist sowie in der 3. Pers. sg. mask. die Sonderform tá aufweist, mit einem Stamm, der dem Aoriststamm ähnelt, allerdings in der Tonklasse 1 Tiefton statt Fallton hat.
- à nīī ɓá šì čū „er sagt (Aorist), dass du (fem.) essen sollst“
- à nīī ɓá šì dàš „er sagt (Aorist), dass du (fem.) schlagen sollst“

### Stammformen einiger repräsentativer Verben
Für jedes Verb wird die Klasse angegeben, und zwar zunächst eine Zahl für die Tonklasse und dann eines der Kürzel „e“ = Einsilbler, „z“ = Zweisilbler, „ay“ = Stamm auf -ay; „unr.“ = unregelmäßig.
|                | Klasse | Aorist | Perfekt  | Habitativ     | Verbalnomen |
| -------------- | ------ | ------ | -------- | ------------- | ----------- |
| bekommen       | 1e     | má`t   | màtān    | máàt          | mātí        |
| essen          | 1e     | jí`    | jìān     | jyáà          | jīhí        |
| geben          | 1e     | fá`r   | fàrān    | fáàr          | fārí        |
| kaufen         | 1e     | gó`n   | gònān    | gwáàn         | gōní        |
| kochen         | 1e     | jí`(h) | jìyān    | jyáàh ~ jyáày | jīhí        |
| schlagen       | 1e     | dá`š   | dàšān    | dáàš          | dāší        |
| tanzen         | 1e     | dóòr   | dòrān    | dwáàr         | dōōrí       |
| lachen         | 1z     | sīsā`l | sìsàlān  | sīsāàl        | sìsā`l      |
| sammeln        | 1z     | sāɓū`t | sàɓùtān  | sāɓwāàt       | sāɓūtí      |
| sich fürchten  | 1z     | šīšēèr | šìšèèrān | šīšyāàr       | šìšyēèr     |
| antworten      | 1ay    | mátày  | màtā`y   | máàtā`y       | màtāyí      |
| berühren       | 1ay    | ŋgyá`y | ŋgyā`y   | ŋgyáàʔày      | ŋgyāāyí     |
| essen          | 2e     | čū     | čwā´n    | čwāáy         | čwā`y       |
| kommen         | 2e     | yēs    | yēsán    | yāás          | māyēs       |
| sagen          | 2e     | nīī    | nīyán    | nyāáy         | mānīī       |
| sitzen, wohnen | 2e     | mūn    | mūnán    | mwāán         | māmūn       |
| springen       | 2e     | lūk    | lūkán    | lwāák         | lúkí        |
| sterben        | 2e     | mōt    | mōtán    | mwāát         | māmó`t      |
| werfen         | 2e     | hwī    | hwyā´n   | hwyāáy        | hwíí        |
| wissen         | 2e     | sūn    | sūnán    | swāán         | súní        |
| atmen          | 2z     | nāfōs  | nāfōsán  | nāfwāás       | nāfós       |
| danken         | 2z     | pālāŋ  | pālāŋán  | pālāán        | pāláŋí      |
| fangen         | 2ay    | kā`y   | ká`y     | kāáʔày        | kā´yī       |
| sehen          | 2ay    | šītā`y | šītá`y   | šyāátày       | šītáyī      |
| tun            | 2ay    | sā`y   | sá`y     | sāáhày        | māsáyī      |
| wollen         | unr.   | fūk    | fūkán    | fwáàk         | fúkí        |
| gehen          | unr.   | yú`    | fwā´n    | wáày          | māwān       |

## Objekt
Das pronominale Objekt wird durch Suffixe am Verb ausgedrückt. Der Ton der Objektssuffixe hängt von der Tonklasse des Verbs ab. Er ist mittel-tief-fallend bei einem Verb der Tonklasse 1 und hoch-tief-fallend bei einem Verb der Tonklasse 2:
- yáá lūl-hā` „ich frage dich (gerade)“
- í dàšān-hā` „ich habe dich geschlagen“
- yáá šītáy-sí`s „ich sehe ihn (gerade)“
- yáá láál-sí`s „ich rufe ihn (gerade)“
- tí čū-sí`s „sie isst/aß ihn“

Wenn das Verbalnomen auf -i endet, so entfällt dieses vor (nominalem oder pronominalem) Objekt:
- yáá vóhí „ich schließe“ - yáá vóh vō „ich schließe eine Tür“
- yáá jīhí „ich koche“ - yáá jīh čā „ich koche Essen“
- yáá šītáyī „ich sehe“ - yáá šītáy ɗīkí`l „ich sehe ein Haus“
- yáá hāláyī „ich höre“ - yáá hāláy-há` „ich höre dich“

Falltöne auf der letzten Silbe des Verbs werden vor dem Objekt oft vereinfacht (genaue Regeln sind dafür nicht bekannt):
- í hālā`y „ich hör(t)e (Aorist)“ - í hālāy-há` „ich hör(t)e dich“ - ší hālāy fìndél-í „du (fem.) hör(te)st die Rede“
- í hālá`y „ich habe gehört (Perfekt)“ - í hāláy-hā` „ich habe dich gehört“
- í dáš-hà „ich schlug dich (Aorist)“ (aus dá`š + hā`)

## Adverbialien

### Dativ
Eine andere Reihe von Suffixen am Verb dient dazu, den pronominalen Dativ auszudrücken. Der Ton dieser Suffixe ist meist mittel nach Verben der Tonklasse 1 und hoch nach Verben der Tonklasse 2. Auch hier kann es zu Vereinfachungen des Verbalstammes kommen:
- á fár-ēn „du gibst/gabst mir“ (aus fá`r + ēn)
- í fàr-īs „ich habe ihm gegeben“ (aus fàrān + īs)
- ɓwè tá fār-ū wéŋ „Gott gebe(Subjunktiv) euch Glück“
- í nīy-ét „ich sag(t)e ihr“
- á nīyán-nìn „du hast uns gesagt“

Bei Verben auf -ay treten die Dativsuffixe zwischen die Wurzel und das -ay-Suffix:
- há mát-ēn-ày „du antwortest mir“ (mátày „antworten“)
- í màt-īs-ày „ich habe ihm geantwortet“

Auch im Progressiv werden die Dativsuffixe in die Konstruktion eingeschoben. Dabei kommt die in dieser Konstruktion zugrundeliegende Präposition á wieder zum Vorschein:
- yáá yy-éš á āɗūs „ich folge dir (gerade)“ (éš „dir(fem.)“; ɗūs „folgen“, hier als Verbalnomen mit Präfix mā-, dessen m- ausfällt)
- yáá yá á lál sí`s „ich rufe ihn dir“ (yá „dir“, sí`s „ihn“)

Substantive bilden keine Dativform. Der Dativ ist dadurch erkennbar, dass das Verb zusätzlich einen pronominalen Dativ markiert:
à fàr-īs Áūdù čàá`n
er geben-ihm Audu Huhn
„er gab (ihm, nämlich) dem Audu ein Huhn“
à gōf-ét nāfú-hí číf-í
er zeigen-ihr Frau-ARTIKEL Geld-ARTIKEL
„er zeigte (ihr, nämlich) der Frau das Geld“

### Dativsubjekt bei intransitiven Verben
Intransitive Verben bringen ihr Subjekt oft zusätzlich in Form eines Dativsuffixes zum Ausdruck:
- kàlà tí mōt-ét „das Chamäleon starb (wörtlich: starb sich)“

### Präpositionen
Das Daffo besitzt einige elementare Präpositionen:
- á „in, zu“ (lokal): á wúúr „im Haus, zu Hause“
- tá (temporal): tá fūlūl „in der Nacht“
- tá` „von (her)“: tá` Kánò „aus Kano (Stadt)“

Daneben werden komplexe Präpositionen durch die Verbindung einer elementaren Präposition mit Körperteilbezeichnungen gebildet:
- á fō mà „im Mund (fó) von“ = „vor“
- á fí tī „im Rücken von“ = „auf“

### Als Prädikat
Eine Adverbialie kann als Prädikat dienen. In diesem Fall wird eine eigene Reihe von Subjektspronomina gebraucht (siehe oben):
ló má kàsúwá-hí hà
Fleisch es Markt-ARTIKEL FRAGE
„gibt es Fleisch auf dem Markt?“
má tī „er ist mit ...“ dient als Übersetzung des deutschen „er hat ...“.

## Negation
Die Negation wird durch ein Element kwa (über dessen Ton die Dokumentation widersprüchliche Angaben macht) am Satzende ausgedrückt:
- yáā yēs kwà „ich komme nicht“

sí fwāák sì hālā`y kwà
sie wollen.HABITATIV sie.SUBJUNKTIV hören nicht
„sie wollen es nicht hören“

## Frage
Satzfragen werden durch eine Partikel -(h)à am Satzende gekennzeichnet:
- hú wōrōŋ-à „habt ihr geschrieben? (Aorist)“
- ší hālāy fìndél-í-hà „hast du (fem.) die Rede gehört?“

Einige Beispiele für Wortfragen:
sàf má ál
Chef er wo
„Wo ist der Dorfchef?“
à yēs támī
er kommen wann
„Wann kam er?“

## Syntax

### Grundsätzliches
Die Grundwortstellung des Daffo ist Subjekt - Verb - Objekt.
Dem Verb muss in jedem Fall ein Subjektspronomen vorangehen. An diesem ist das grammatische Geschlecht des Subjekts zu erkennen:
màsārā à yēs
Europäer er kommen
„der Europäer kam“
nāfú tí fá`š ló
Frau sie rösten Fleisch
„die Frau röstete Fleisch“
kó ǹzīn tí māgās fwèt
Herz mein es schlecht-sein sehr
„mein Herz wurde sehr schlecht (d. h.: ich wurde sehr traurig)“

### Relativsatz
Der Relativsatz wird wie folgt konstruiert:
- Bezugswort - Attributskonnektor mà oder tī (siehe oben) - Relativpartikel má - Relativsatz

Die Verbindung mà-má kann zu m̀má verkürzt werden.
ɗá`m mà má á fúkí
Sache KONNEKTOR REL.PARTIKEL du wollen
„die Sache, die du willst“
nāf mà má sí dūn
Leute KONNEKTOR REL.PARTIKEL sie nicht-haben
„die Leute, die nichts haben“
nāfú tī má tí wū māhyāw šàk
Frau KONNEKTOR REL.PARTIKEL sie übertreffen Schönheit alle
„die Frau, die an Schönheit alle übertrifft / die am schönsten ist“
fè m̀-má mí wān á vērí
Kinder KONNEKTOR-REL.PARTIKEL sie gehen zu tanzen
„die Kinder, die zum Tanzen gehen“

## Wortschatz
Einige Elemente aus dem Grundwortschatz:
| Auge   | dīīr    |
| drei   | yūhún   |
| eins   | ɗàŋgá`t |
| essen  | čū      |
| Frau   | nāfú    |
| fünf   | hárá    |
| geben  | fá`r    |
| gehen  | yú`     |
| groß   | mgbáŋ   |
| gut    | hyāwán  |
| Hand   | rá      |
| hören  | hālā`y  |
| Mann   | nāáf    |
| Mund   | fó      |
| Name   | súm     |
| sagen  | nīī     |
| sehen  | šītā`y  |
| vier   | púʔ     |
| Wasser | hām     |
| wissen | sūn     |
| zwei   | fùl     |